# Reichsgubernator
Als Reichsgubernatoren werden die Personen bezeichnet, die für Kaiser Friedrich II. und König Konrad IV. die Geschäfte im Heiligen Römischen Reich führten, während sich die Herrscher im Königreich Sizilien aufhielten, und die selbst nicht die Königswürde besaßen.
Offiziell wurde die Herrschaft für den abwesenden Friedrich von dessen Söhnen Heinrich (VII.) (1220 bis 1235) und Konrad IV. (1237 bis 1250 vivente imperatore, anschließend bis 1254 selbständig) ausgeübt, die beide zum römischen König gewählt und im Falle Heinrichs auch gekrönt waren. Da beide Söhne die meiste Zeit minderjährig waren, wurde die Herrschaft von einem Vormund ausgeübt. Diese Person wurde als Reichsgubernator bezeichnet.
Im Falle Heinrichs wurde 1220 ein Regentschaftsrat eingerichtet. Dieser wurde vom Reichsgubernator geleitet. Seit der Krönung Heinrichs 1220 war Engelbert, Erzbischof von Köln, Reichsgubernator. Nach Engelberts Ermordung 1225 wurde Ludwig dem Kelheimer, Herzog von Bayern und Pfalzgraf bei Rhein, auf einem Hoftag zu Augsburg im Juli 1226 von Friedrich II. das Amt des Reichsgubernators und die Vormundschaft übertragen. Bereits zwei Jahre später entledigte sich Heinrich am 25. Dezember 1228 der Vormundschaft Ludwigs und regierte selbständig.
Nach der Absetzung Heinrichs 1235 und der Königswahl des minderjährigen Konrads 1237 wurde für die Ausübung der Herrschaft wieder ein Reichsgubernator benötigt. Dies war zunächst Siegfried, Erzbischof von Mainz. Als sich Siegfried jedoch plötzlich mit dem Kölner Erzbischof Konrad gegen den Kaiser verbündete, setzte Friedrich Siegfried ab und bestimmte 1241 Heinrich Raspe und Wenzel I. von Böhmen zu seinen Nachfolgern. Etwa ab 1245 übte auch Konrad die Herrschaft selbständig aus.
Den letzten Reichsgubernator ernannte Konrad IV. selbst: Bevor er nach dem Tod seines Vaters nach Sizilien zog, um dort sein Erbe anzutreten, betraute er im Juni 1251 auf einem Hoftag zu Augsburg Herzog Otto II. von Bayern mit der Ausübung der Herrschaft im Reich.
Nach dem Ende der staufischen Herrschaft wurde die Bezeichnung Reichsgubernator nicht mehr verwendet.